# Byske kyrkstad

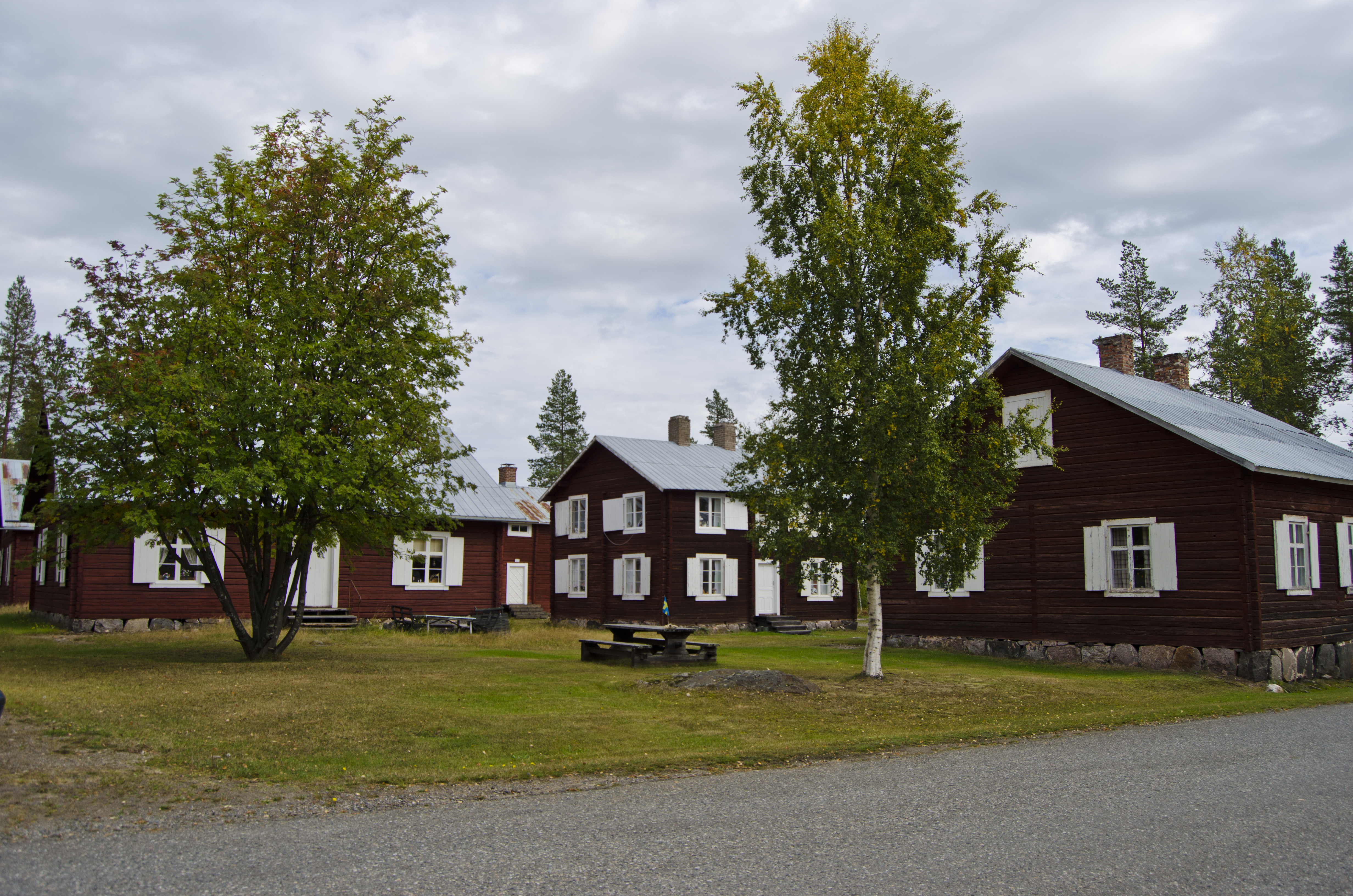
Byske kyrkstad år 2013.

Byske kyrkstad är en svensk kyrkstad vid Byske kyrka.
Byske kyrkstad anlades efter ett beslut 1867 om att den norra delen av Skellefteå socken skulle avskiljas till ett särskilt pastorat med kyrka i Byske by. Året därpå fastställdes läget för kyrkplatsen på Byskeälvens norra strand.
Byske kyrkstad var en av de sista som byggdes i Sverige. Den var planerad för 89 stugor, men i slutändan byggdes bara nio. Det planerades också för stallbyggnader för 246 stallade hästar nordost om kyrkstugorna, samt för ett torg i kyrkstadsområdets sydvästra del. De byggda husen hade sammanlagt 49 kammare för 49 hushåll, flertalet från Drängsmark, men även från bland andra byarna Gagsmark, Östanbäck, och Frostkåge. 
De åtta bostadshus som finns kvar idag är av två slag. Fyra tvåvåningshus har fyra kammare och är troligen byggda efter 1835. De flyttades från Skellefteå kyrkstad 1876–1880. Fyra envåningshus med inredd vind, med sex kammare, uppfördes på plats omkring 1878. Alla husen är uppförda av timmer och rödmålade. Taken var tidigare spåntak, men belades med plåttak från 1930-talet och framåt. 
På södra sidan av vägen upp mot kyrkan finns en sockenstuga från 1870. 
Byske kyrkstad förföll från 1930-talet, och alla kyrkostallarna revs då. En av kyrkstugorna har också senare rivits. År 1984 flyttades Lars-Nischagården från Ostvik till torgplatsen vid kyrkstaden och används sedan dess av Byske sockens hembygdsförening.
Kyrkstaden blev byggnadsminne 1986.